# Wolgot (métro de Séoul)
Wolgot (hangeul : 월곶 ; hanja : 月串) est une station de passage de la ligne Suin–Bundang du métro de Séoul. Elle est située au 55 Seohaean-ro 736beon-gil, quartier Wolgot-dong sur le territoire de la ville Siheung-si, province Gyeonggi-do, au sud-ouest de Séoul, en Corée du Sud.
Ouverte en 2012, la station est desservie par les rames omnibus qui circulent sur la ligne Suin–Bundang.

## Situation sur le réseau

Plan du réseau (2023)

Établie en aérien, la station Wolgot est une station de passage de la ligne Suin–Bundang du métro de Séoul. : elle est située entre la station Darwol, en direction du terminus nord Cheongnyangni, et la station Soraepogu en direction du terminus ouest Incheon.